# Municipio de Penn (Minnesota)
El municipio de Penn (en inglés: Penn Township) es un municipio ubicado en el condado de McLeod en el estado estadounidense de Minnesota. En el año 2010 tenía una población de 315 habitantes y una densidad poblacional de 3,37 personas por km².

## Geografía
El municipio de Penn se encuentra ubicado en las coordenadas 44°40′29″N 94°18′53″O / 44.67472, -94.31472. Según la Oficina del Censo de los Estados Unidos, el municipio tiene una superficie total de 93.47 km², de la cual 89,76 km² corresponden a tierra firme y (3,96 %) 3,7 km² es agua.

## Demografía
Según el censo de 2010, había 315 personas residiendo en el municipio de Penn. La densidad de población era de 3,37 hab./km². De los 315 habitantes, el municipio de Penn estaba compuesto por el 99,05 % blancos, el 0,32 % eran asiáticos y el 0,63 % eran de una mezcla de razas. Del total de la población el 0 % eran hispanos o latinos de cualquier raza.